# Guthridge Nunataks
Guthridge Nunataks – grupa nunataków i niewielkich wzniesień w Gutenko Mountains w środkowej Ziemi Palmera w południowej części Półwyspu Antarktycznego. 
Guthridge Nunataks leżą w połowie drogi między Rathbone Hills a Blanchard Nunataks. Obejmują: Randall Ridge, Mount Jukkola, Walcott Peak i Lokey Peak. Zostały sfotografowane podczas lotów zwiadowczych w latach 1966–1969. Ich mapę sporządził United States Geological Survey w 1974 roku. Ich nazwa upamiętnia Guya G. Guthridge'a – dyrektora Polar Information Service w amerykańskiej National Science Foundationi edytora Antarctic Journal of the United States w latach 1972–1978.  